# August Wiesmann
August Wiesmann (* 31. Dezember 1893 in Ibbenbüren; † 12. April 1972 ebenda) war ein deutscher Politiker (SPD) und Gewerkschaftsfunktionär.

## Leben und Beruf
Nach dem Besuch der Volksschule war Wiesmann als Güterbodenarbeiter bei der Deutschen Reichsbahn-Gesellschaft tätig. Ab dem Jahr 1911 war er freigewerkschaftlich organisiert. 1912 trat er in die SPD ein. Ab 1919 gehörte er dem Deutschen Eisenbahner-Verband (DEV), dem späteren Einheitsverband der Eisenbahner Deutschlands (EdED), an. Im gleichen Jahr wurde Wiesmann Mitglied des Bezirksbetriebsrates der Reichsbahn in Essen. Von 1923 bis 1926 war er Vorsitzender des Bezirksbetriebsrates und Mitglied des übergeordneten Hauptbetriebsrates der Deutschen Reichsbahn-Gesellschaft. Von 1927 bis 1933 war Wiesmann als hauptamtlicher Gewerkschaftssekretär des EdED in Duisburg tätig.
Nach der Machtübernahme der Nationalsozialisten und der Zerschlagung der Freien Gewerkschaften wurde Wiesmann entlassen. Im Oktober 1934 zog er von Duisburg nach Ibbenbüren, um Repressalien zu entgehen. Er stand unter Beobachtung der Gestapo, die ihn verdächtigte, sich im Widerstand gegen das NS-Regime zu betätigen.
Nach Ende des Zweiten Weltkriegs  war Wiesmann als selbstständiger Kaufmann für Vieh tätig.

## Abgeordnetentätigkeit und Ämter
Aktiv am Neuaufbau der SPD in Ibbenbüren beteiligt, war Wiesmann vom 20. April 1947 bis zum 17. Juni 1950 Mitglied des Landtags des Landes Nordrhein-Westfalen. Im Wahlkreis 082 Tecklenburg war er direkt gewählt worden.
Dem Kreistag des Kreises Tecklenburg gehörte Wiesmann von 1946 bis 1965 an, dem Rat der Stadt Ibbenbüren von 1945 bis 1969.
Von Oktober 1951 bis November 1952 war er stellvertretender Landrat des Kreises Tecklenburg und von Ende November 1952 bis Anfang April 1961 Bürgermeister der Stadt Ibbenbüren.

## Ehrungen
Wiesmann war Träger des Bundesverdienstkreuzes I. Klasse, das ihm am 5. Mai 1959 verliehen wurde.